# Prix Leconte
Le prix Leconte est décerné par l'Académie des sciences, sans préférence de nationalité, soit aux auteurs de découvertes nouvelles et capitales dans la discipline honorée, soit aux auteurs d’applications nouvelles de cette science, « applications qui devront donner des résultats de beaucoup supérieurs à ceux obtenus jusque-là. »
Il existe plusieurs « prix Leconte », en mathématiques, en physique, en biologie intégrative. Le prix a été créé en 1886. Au début du XXe siècle, des prix en astronomie, mécanique et médecine ont été décernés, le dernier prix en médecine date de 1975.

## Lauréats
Mathématiques
Il est triennal dans le domaine des mathématiques.
- 2020 : Philippe Eyssidieux, (université Grenoble-Alpes), Vincent Guedj (université Toulouse-III) et Ahmed Zeriahi (université Toulouse-III)[2].
- 2017 : Nikolay Tzvetkov[3]
- 2013 : Zoé Chatzidakis[1],[4]
- 2010 : David Lannes[1], directeur de recherches au Centre national de la recherche scientifique, département de mathématiques et applications à l’École normale supérieure de Paris
- 2006[1] : Arnaud Chéritat et Xavier Buff, respectivement directeur de recherche et professeur des universités au laboratoire Émile Picard à l’université Toulouse-III-Paul-Sabatier
- 2002 : Christian Gérard[1], professeur au département de mathématiques de l’université Paris-Sud à Orsay
- 1998 : Philippe Biane[1], directeur de recherche au CNRS à l’École normale supérieure de Paris
- 1984 : Michel Duflo, professeur à l'université Paris-VII et Luc Tartar, ingénieur de recherche au Commissariat à l'énergie atomique, et Luc Tartar[5]
- 1978 : Marcel Berger
- 1930 : Élie Cartan
- 1892 : Maurice d'Ocagne, mathématicien, pour sa nomographie

Physique
Prix quadriennal dans le domaine des sciences physiques.
- 2019 : Michaël Le Bars[7]
- 2012 : Laurent Sanchez-Palencia [8]
- 2008 : Marie-Noëlle Bussac, directeur de recherche au CNRS au Centre de physique théorique à l’École polytechnique de Palaiseau
- 2004 : Rémi Monasson, chargé de recherche au CNRS au laboratoire de physique théorique de l’École normale supérieure de Paris
- 1999 : Hervé Nifenecker[9], conseiller scientifique à l’Institut des sciences nucléaires de Grenoble
- 1993 : Georg Maret[10]
- 1960 : Marguerite Perey[11]
- 1909 : Walter Ritz
- 1904 : René Blondlot[12]
- 1895 : William Ramsay et John William Strutt Rayleigh[13]

Biologie intégrative
- 2021 : Emmanuelle Bayer, directrice de recherche au Centre National de la Recherche Scientifique (CNRS), Laboratoire de Biogenèse Membranaire (UMR 5200 CNRS / Université de Bordeaux)[15].

- 2014 : Teva Vernoux, directeur de recherche au Centre national de la recherche scientifique (CNRS), chef d'équipe, Laboratoire reproduction et développement des plantes à l'École normale supérieure de Lyon[16].
- 2011[17] : Olivier Loudet, directeur de recherche à l’INRA à Versailles
- 2007 : Alain Pugin
- 2001 : Thierry Gaude [18]
- 1997 : Raoul Ranjeva[19]

Médecine
- 1975 : Pierre Buser, chercheur en neurobiologie
- 1927 : Alexandre Yersin
- 1915 : Almroth Wright[20]
- 1893 : Jean-Antoine Villemin[21]

Mécanique
- 1955 : Lucien Bull[22]
- 1921 : Georges Claude[23]
- 1889 : Paul Vieille, ingénieur

Astronomie
- 1910 : Arthur Robert Hinks